# Wertha Pendleton Cole
Wertha Pendleton Cole   (18 de gener de 1891 - 1 de gener de 1959) va ser un administradora educativa i astrònoma estatunidenca.

## Biografia
Va néixer el 18 de gener de 1891, filla de William Frederic Pendleton, el bisbe fundador de l'Església General de la Nova Jerusalem.
Va rebre la seva llicenciatura en ciències a la Universitat de Colúmbia el 1914. Com a part del seu treball de postgrau a la Universitat de Virgínia, entre 1917 i 1918, va fer observacions de paral·laxi per al professor Samuel Alfred Mitchell a l'Observatori McCormick.
Va ser la degana de dones al Bryn Athyn College de 1943 a 1958 i també va dirigir el departament d'astronomia. Va organitzar l'equip de Bryn Athyn per a l'operació Moonwatch explicant: «Volia fer alguna cosa pràctica per a l'Any Geofísic Internacional. Vaig sentir que aquesta era la millor manera d'ajudar».
Va ser membre de la Rittenhouse Astronomical Society des de 1935 fins a 1959, exercint-ne com a secretària entre 1950 i 1951.
Va morir l'1 de gener de 1959.

## Família
El seu marit Robert MacFarlan Cole III era un enginyer químic i inventor, i un dels seus fills, Dandridge MacFarlan Cole, era dissenyador de coets espacials.

## Publicacions
- «Ancient Astronomy and Astrology» (en anglès). The Journal of Education, 1931, pàg. 27-35.
- «Swedenborg's Work on the Longitude» (en anglès). The New Philosophy, 1933, pàg. 169-178.